# Libro d'ore

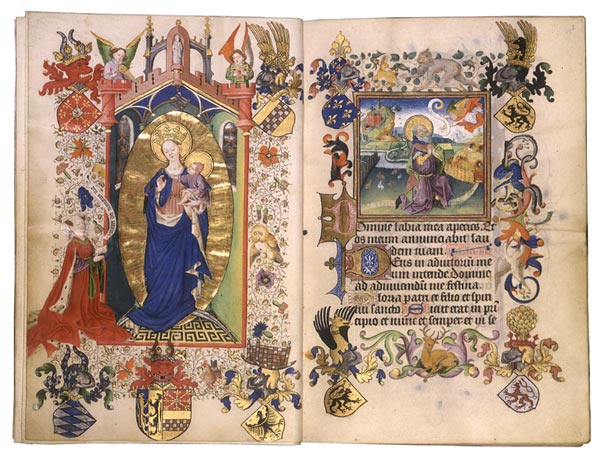
Introduzione del Libro d'ore di Caterina di Cleves, c. 1440. La proprietaria è inginocchiata davanti alla Vergine col Bambino, circondata dall'araldica di famiglia. Di fronte è l'inizio del Mattutino nell'Uffizio, illustrato dall'Annunciazione a Gioacchino, come inizio di un lungo ciclo della Vita della Vergine.

Il libro d'ore (lat. horæ; fr. livres d'heures; sp. horas; ingl. primers) è un libro devozionale cristiano popolare nel Medioevo. È il tipo più comune di manoscritto miniato medievale sopravvissuto. Come ogni manoscritto, ogni libro d'ore è unico ma contiene una raccolta di testi simile agli altri quali preghiere e salmi, spesso con decorazioni appropriate, per la devozione cristiana. L'illuminazione o la decorazione sono minime in molti esempi, spesso limitate a lettere maiuscole decorate all'inizio di salmi e altre preghiere, ma i libri realizzati per ricchi mecenati possono essere estremamente sontuosi, con miniature a pagina intera. Queste illustrazioni unirebbero scene pittoresche della vita di campagna con immagini sacre. I libri d'ore erano generalmente scritti in latino, sebbene ce ne siano molti scritti interamente o in parte nelle lingue vernacolari europee, in particolare l'olandese. Decine di migliaia di libri d'ore sono sopravvissuti fino ai giorni nostri, nelle biblioteche e nelle collezioni private di tutto il mondo.

## Descrizione

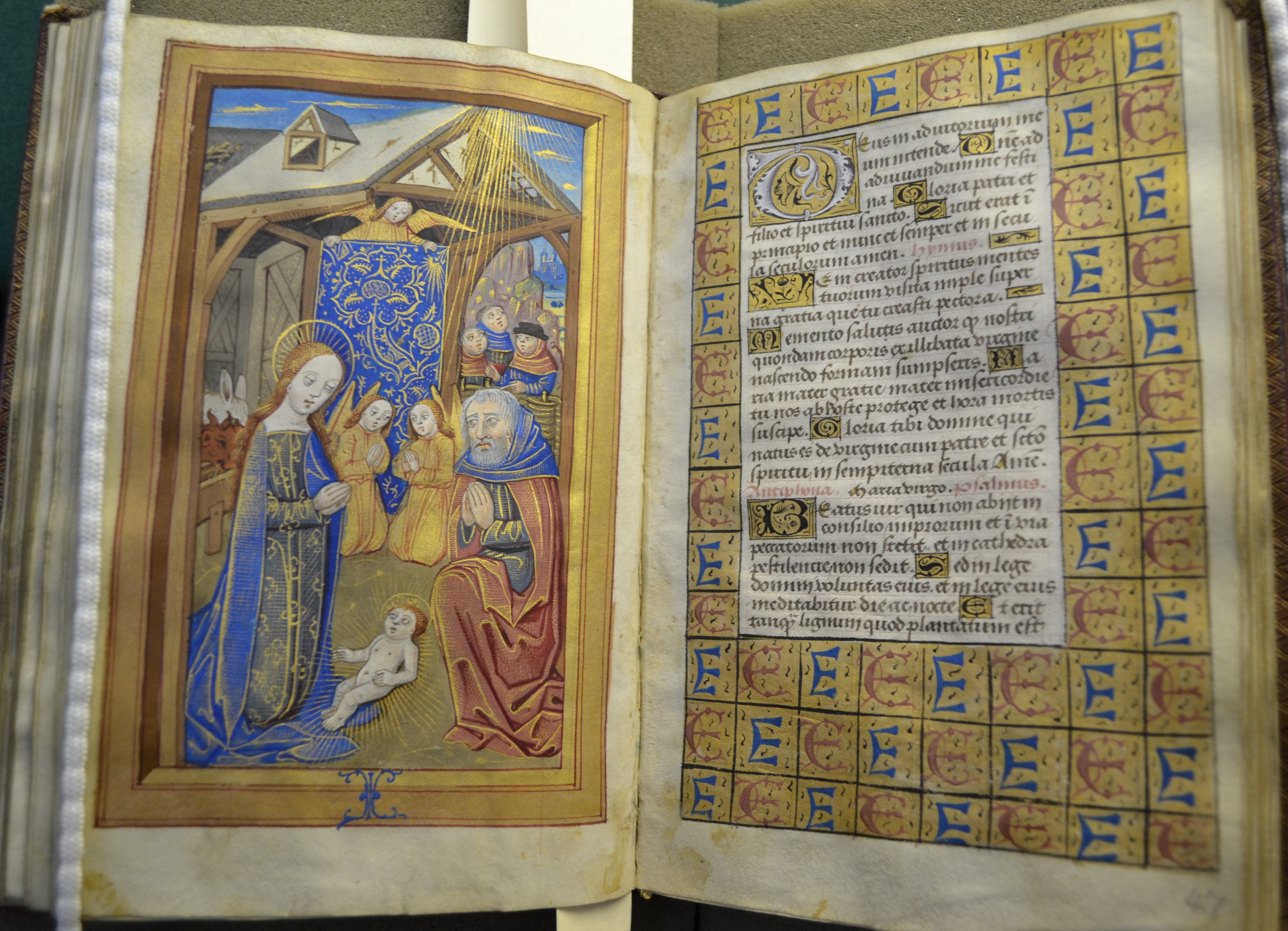
Un libro d'ore francese dell'inizio del XV secolo (MS13, Society of Antiquaries of London) aperto a un'illustrazione dell '"Adorazione dei Magi". Lasciato in eredità alla Società nel 1769 dal Rev. Charles Lyttleton, Vescovo di Carlisle e Presidente della Società (1765-1768).

Il tipico libro delle ore è una forma abbreviata del breviario, contenente le Ore canoniche recitato nei monasteri. È stato sviluppato per il laicato desideroso d'incorporare elementi della quotidianità monastica nella loro vita devozionale. La recitazione delle ore era tipicamente incentrata sulla lettura di un certo numero di salmi e altre preghiere.
Un tipico libro d'ore contiene il Calendario delle feste ecclesiastiche (c.d. Anno liturgico), estratti dal Vangelo, le letture delle messe per le feste maggiori, il Piccolo Ufficio della Beata Vergine Maria, i quindici Salmi dei Gradi, i sette Salmi penitenziali, una Litanie dei santi, un Ufficio dei defunti e le Ore della Croce. La maggior parte dei libri d'ore del XV secolo ha questi contenuti di base. Le preghiere mariane Obsecro te ("Ti prego") e O Intemerata ("O incontaminato") venivano aggiunte frequentemente, così come le devozioni da usare durante la Messa e le meditazioni sulla Passione di Gesù tra gli altri testi facoltativi.

## Storia

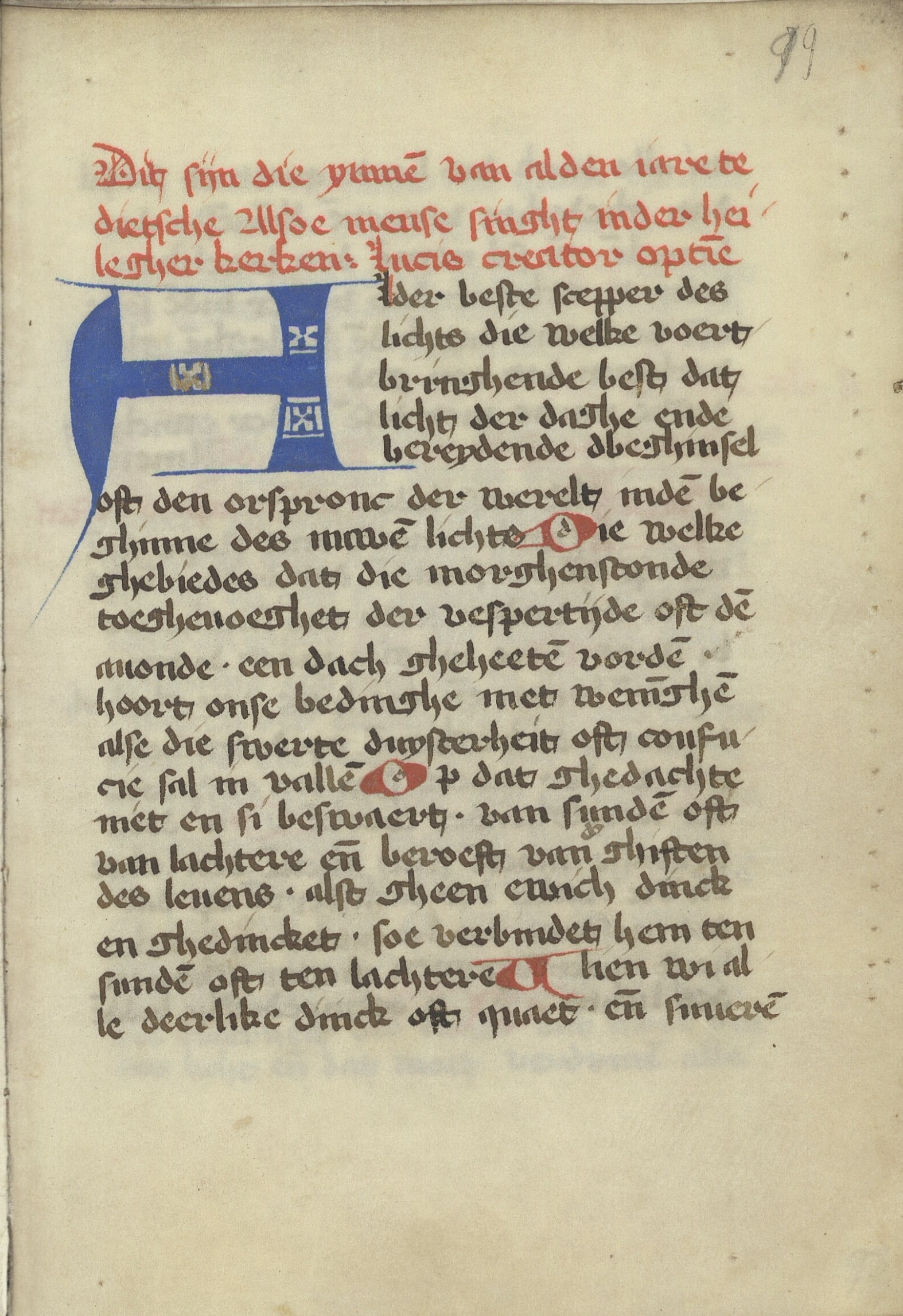
Esemplare di libro d'ore conveniente: un "semplice" libro d'ore in olandese medio - seconda metà del XV secolo - Ducato di Brabante

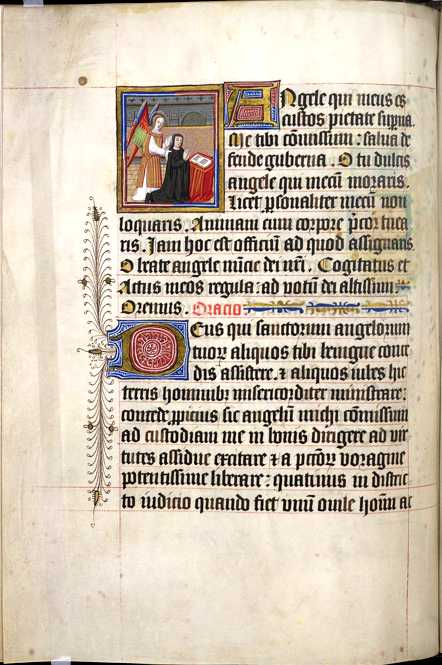
Anche questo livello di decorazione è più ricco di quello della maggior parte dei libri, anche se inferiore alle sontuose quantità di illuminazione nei libri di lusso, che sono quelli più spesso visti riprodotti.

Il libro delle ore ha la sua origine nel Salterio usato da monaci e monache. Nel XII secolo si era sviluppato nel Breviario, con cicli settimanali di salmi, preghiere, inni, antifone e letture che cambiavano con il tempo liturgico. Alla fine una selezione di testi fu prodotta in volumi molto più brevi chiamati "libri d'ore". Durante l'ultima parte del XIII secolo il libro d'ore divenne popolare come libro di preghiere personale per uomini e donne che conducevano una vita secolare. Consisteva in una selezione di preghiere, salmi, inni e lezioni basate sulla liturgia del clero. Ogni libro era unico nel suo contenuto sebbene tutti includessero le Ore della Vergine Maria, devozioni da fare durante le otto ore canoniche del giorno, il ragionamento dietro il nome "Libro d'ore".

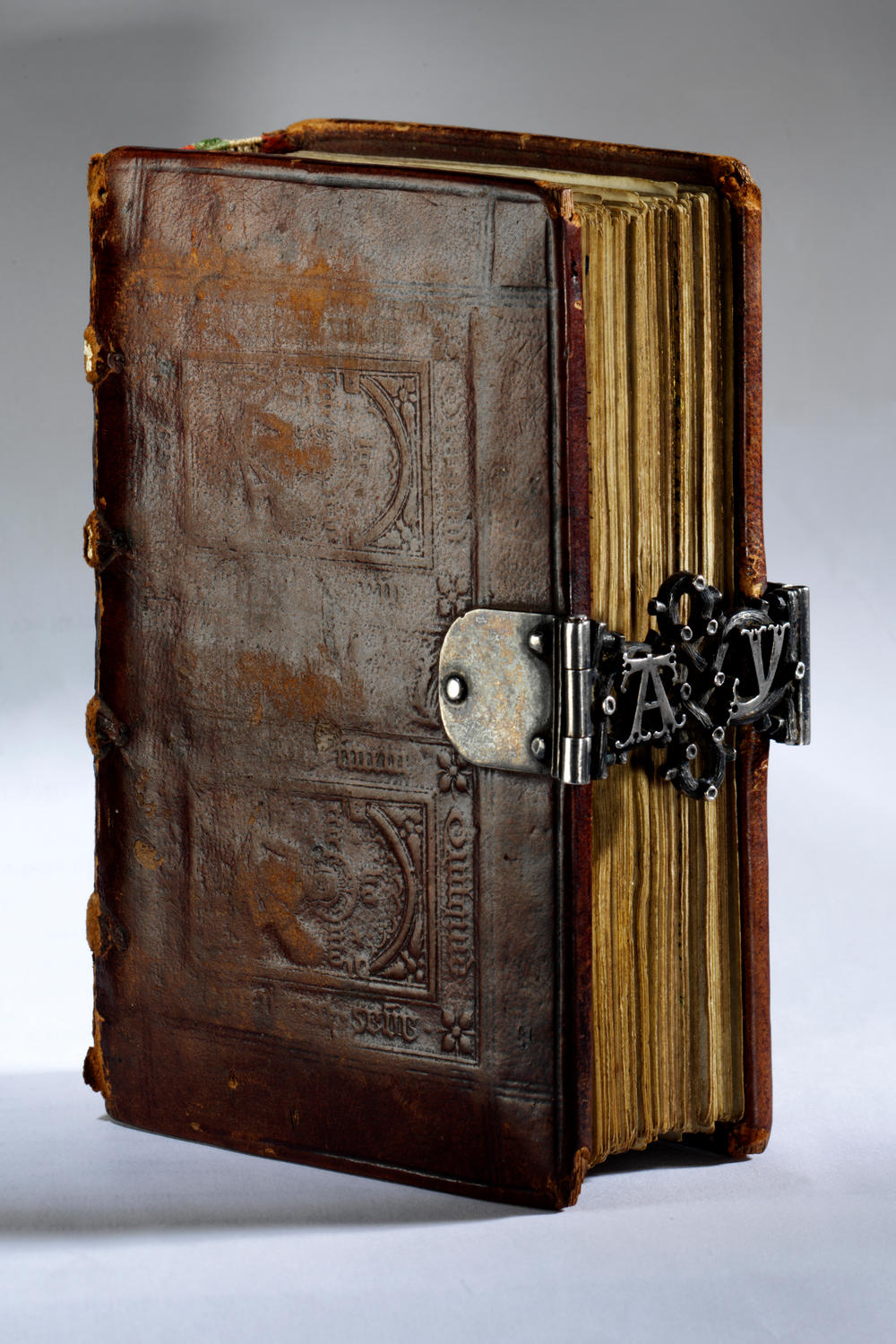
Libro d'Ore di van Reynegom, ca. XV secolo - Biblioteca reale del Belgio e Fondazione Re Baldovino.

Molti libri d'ore sono stati realizzati per una committenza femminile. Ci sono alcune prove che a volte venivano dati come regalo di nozze dal marito alla sposa. Spesso venivano tramandati entro la famiglia, come risulta dai testamenti. Fino al XV secolo la carta era rara e la maggior parte dei libri d'ore erano realizzati in pergamena cartacea o di vellum.
Sebbene i libri delle ore più miniati fossero enormemente costosi, un piccolo libro con poche o nessuna miniatura era facilmente acquistabile, tanto che divenne d'ampia diffusione nel Quattrocento. Il primo esempio inglese sopravvissuto fu scritto per una laica che viveva a Oxford o nei dintorni intorno al 1240: è più piccolo di un tascabile moderno, ben miniato nelle capo-lettera ma senza miniature a pagina intera. Nel XV secolo ci sono anche esempi di servitori che possiedono i propri Libri d'Ore. In un caso giudiziario del 1500, una donna povera è accusata d'aver rubato il libro d'ore di una domestica.
Molto raramente i libri includevano preghiere composte appositamente per i loro proprietari ma più spesso i testi sono adattati ai loro gusti o sesso, inclusa l'inclusione dei loro nomi nelle preghiere. Alcuni includono immagini che ritraggono i proprietari e/o i loro stemmi. Questi, insieme alla scelta dei santi commemorati nel calendario e ai suffragi, sono i principali indizi dell'identità del committente. Eamon Duffy spiega che "il carattere personale di questi libri è stato spesso segnalato dall'inclusione di preghiere appositamente composte o adattate per i loro proprietari". Inoltre, afferma che "fino alla metà dei libri d'ore manoscritti sopravvissuti hanno annotazioni, marginalia o aggiunte di qualche tipo. Tali integrazioni potrebbero non equivalere all'inserimento di qualche santo patrono regionale o personale nel calendario standardizzato ma spesso includono materiale devozionale aggiunto dal proprietario. I proprietari potevano scrivere in date specifiche per loro importanti, note sui mesi in cui sono accadute cose che desideravano ricordare e persino le immagini trovate all'interno di questi libri sarebbero state personalizzate per i proprietari, come santi localizzati e feste locali."
Almeno nel XV secolo, le officine olandesi e parigine producevano libri d'ore per la distribuzione, senza aspettare singole commissioni. Questi a volte erano con spazi lasciati per l'aggiunta di elementi personalizzati come feste locali o araldica.

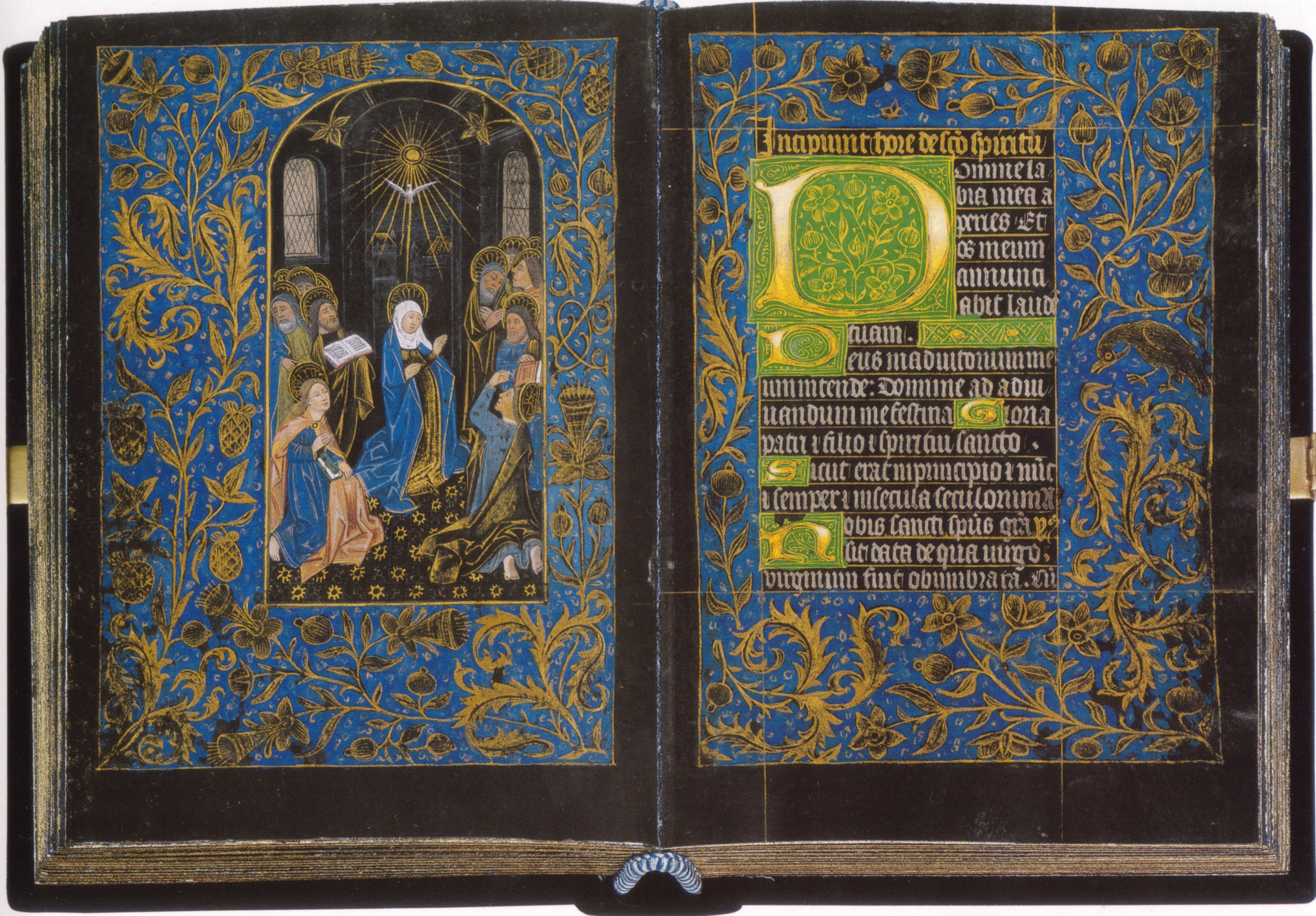
Ore nere, Morgan MS 493, Pentecoste, fogli 18v/19r, c. 1475–80. Morgan Library & Museum, New York

Lo stile e la disposizione dei libri d'ore tradizionali divennero sempre più standardizzati intorno alla metà del XIII secolo. Il nuovo stile può essere visto nei libri prodotti dal miniatore di Oxford, William de Brailes, membro degli ordini minori, che gestiva un laboratorio commerciale. I suoi libri includevano vari aspetti del Breviario e altri aspetti liturgici ad uso dei laici. "Incorporò un calendario perpetuo, Vangeli, preghiere alla Vergine Maria, la Via Crucis, preghiere allo Spirito Santo, Salmi penitenziali, litanie, preghiere per i defunti e suffragi ai Santi. L'obiettivo del libro era aiutare la sua devota protettrice a strutturare la sua vita spirituale quotidiana secondo le otto ore canoniche, dal Mattutino alla Compieta, osservate da tutti i devoti membri della Chiesa. Il testo, arricchito da rubricature, dorature, miniature e belle miniature, cercava di ispirare la meditazione sui misteri della fede, il sacrificio compiuto da Cristo per l'uomo e gli orrori dell'inferno, e di evidenziare in modo particolare la devozione alla Vergine Maria la cui popolarità era al culmine durante il XIII secolo." Questa disposizione si mantenne negli anni poiché molti aristocratici commissionarono i propri libri d'ore.
Entro la fine del XV secolo, l'avvento della stampa rese i libri più convenienti e gran parte della classe media emergente poteva permettersi di acquistare un libro d'ore stampato e nuovi manoscritti furono commissionati solo dai più ricchi. Il primo libro d'ore stampato in Italia data al 1472 a Venezia, per opera di J. Nelson, mentre dal 1476 cominciò la loro produzione anche a Napoli (Moravo-Preller). Nel 1478 W. Caxton produsse il primo libro d'ore stampato d'Inghilterra a Westminster, mentre i Paesi Bassi (Bruxelles e Delft) iniziarono a stampare libri d'ore nel 1480. Si trattava di libri ornati con xilografie, inizialmente in numero ridotto e poi sempre più frequenti. In Francia, i tipografi ricorsero invece ad incisori che emulassero le miniature sparse nella pagina tipiche del libro d'ore manoscritto, tirando poi la pubblicazione su pergamena invece che su carta e non disdegnando far colorare i disegni a mano: es. il libro d'ore stampato nel 1487 da Antoine Vérard.

Il Kitāb ṣalāt al‐sawā'ī (1514), ampiamente considerato il primo libro in arabo stampato a caratteri mobili, è un libro d'ore destinato ai cristiani di lingua araba e presumibilmente commissionato da papa Giulio II.

## Decorazione

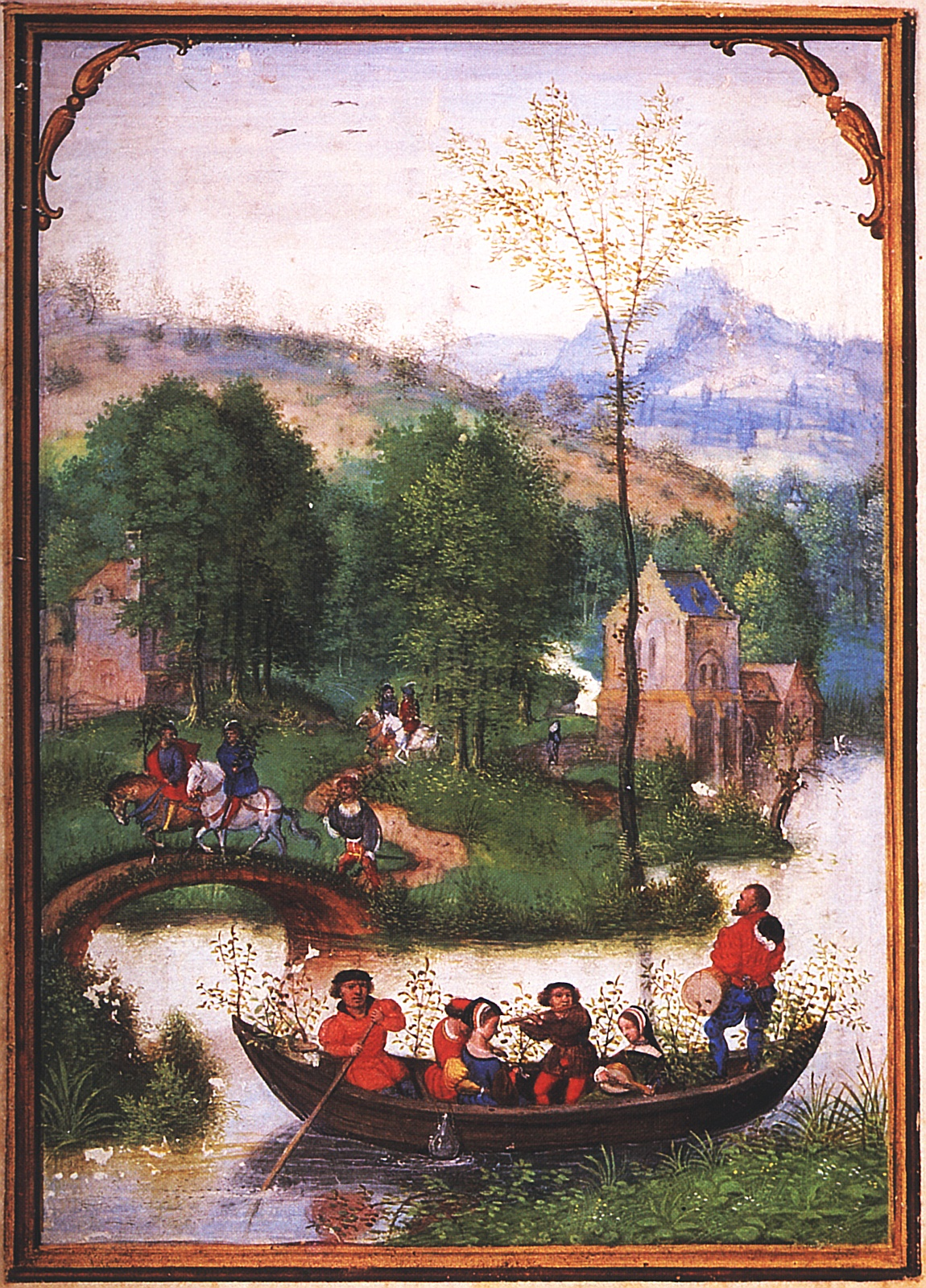
Una miniatura a piena pagina di maggio, da un ciclo di calendario di Simon Bening, inizio XVI secolo.

Poiché molti libri d'ore sono riccamente miniati, costituiscono un'importante testimonianza della vita nel XV e XVI secolo, nonché l'iconografia del cristianesimo medievale. Alcuni di loro erano anche decorati con copertine ingioiellate, ritratti ed emblemi araldici. Alcuni erano rilegati come libri di cintura per un facile trasporto, sebbene pochi di questi o altri rilegature medievali siano sopravvissuti. I libri di lusso, come le Talbot Hours di John Talbot, I conte di Shrewsbury, possono includere un ritratto del proprietario, e in questo caso sua moglie, inginocchiata in adorazione della Vergine col Bambino come forma di ritratto del donatore. In libri costosi, i cicli in miniatura mostravano la Vita della Vergine o la Passione di Gesù in otto scene che decorano le otto Ore della Vergine, e le Fatiche dei Mesi ei segni dello zodiaco che decorano il calendario. Le scene secolari dei cicli del calendario includono molte delle immagini più conosciute dei libri d'ore e hanno svolto un ruolo importante nella prima storia della pittura paesaggistica.
Dal XIV secolo i bordi decorati attorno ai bordi di almeno pagine importanti erano comuni nei libri fortemente illuminati, compresi i libri d'ore. All'inizio del XV secolo questi erano ancora solitamente basati su disegni a fogliame e dipinti su uno sfondo semplice, ma nella seconda metà del secolo sfondi colorati o fantasia con immagini di tutti i tipi di oggetti erano usati nei libri di lusso.
I libri delle ore di seconda mano venivano spesso modificati per i nuovi proprietari, anche tra i reali. Dopo aver sconfitto il rivale Riccardo III, Enrico VII d'Inghilterra diede il suo libro delle ore alla madre che lo modificò per includere il proprio nome. L'araldica veniva solitamente cancellata o sovra-dipinta dai nuovi proprietari. Molti hanno annotazioni scritte a mano, aggiunte personali e note marginali, ma alcuni nuovi proprietari hanno anche incaricato nuovi artigiani di includere più illustrazioni o testi. Sir Thomas Lewkenor di Trotton assunse un illustratore per aggiungere dettagli a ciò che oggi è noto come Lewkenor Hours. I risguardi di alcuni libri sopravvissuti includono note di contabilità domestica o registrazioni di nascite e morti, alla maniera delle successive bibbie familiari. Alcuni proprietari avevano anche raccolto autografi di importanti visitatori della loro casa. I libri delle ore erano spesso l'unico libro in una casa ed erano comunemente usati per insegnare a leggere ai bambini, a volte avendo una pagina con l'alfabeto per aiutarlo.
Verso la fine del XV secolo, gli stampatori producevano libri d'ore con illustrazioni xilografiche e il libro d'ore era una delle principali opere decorate con la relativa tecnica dell'incisione a metallo.

## Il libro d'ore di lusso

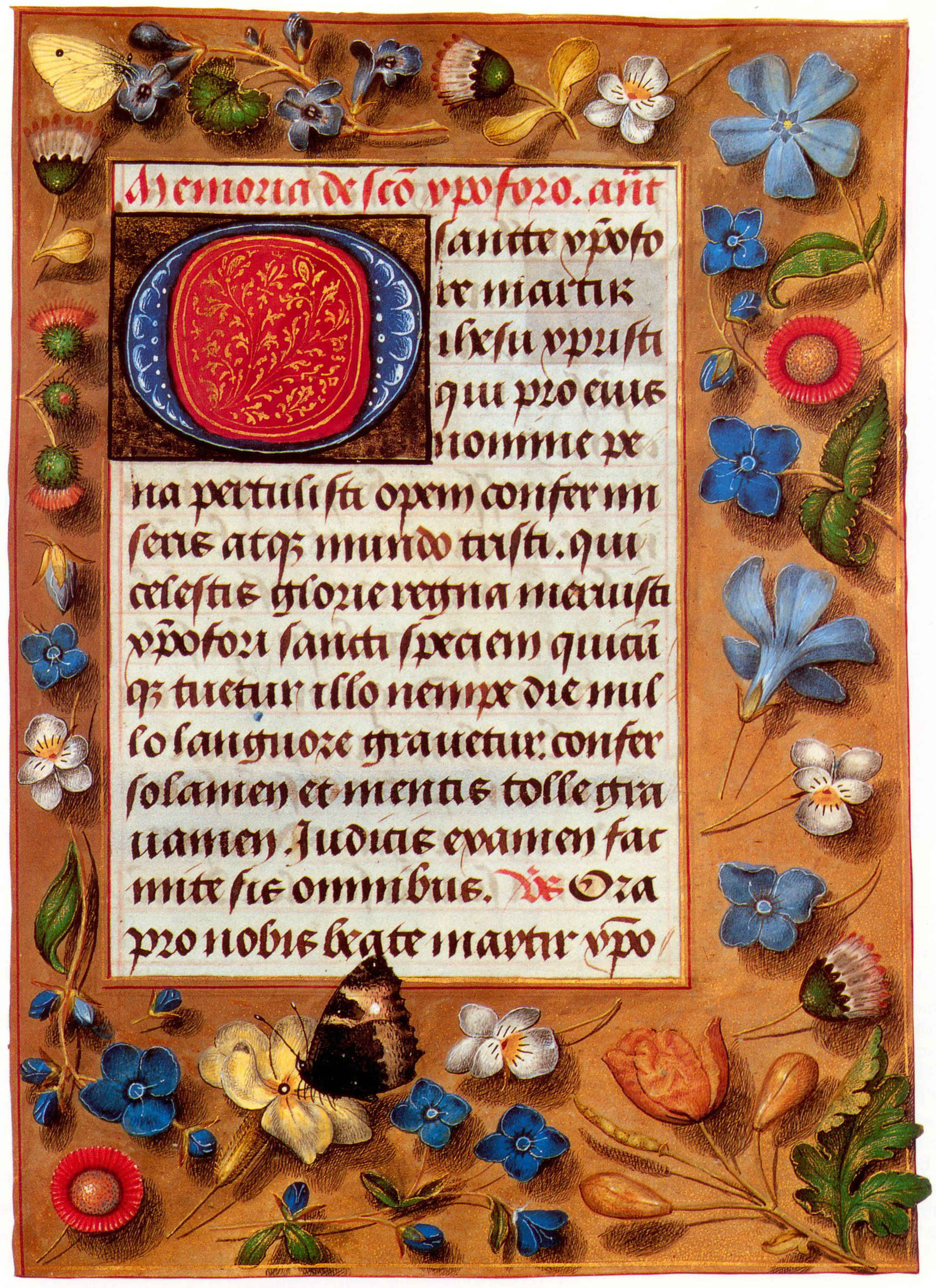
I sontuosi confini illusionistici di questo libro d'ore fiammingo della fine degli anni '70 del Quattrocento sono tipici dei libri di lusso di questo periodo, che ora erano spesso decorati su ogni pagina. L'ala di farfalla che taglia l'area del testo è un esempio di gioco con le convenzioni visive, tipiche dell'epoca.
Tra le piante sono la Veronica, Vinca, Viola tricolor, Bellis perennis e Chelidonium majus. La farfalla in basso è Aglais urticae, la farfalla in alto a sinistra è Pieris rapae. Il testo latino è una devozione a San Cristoforo.

Nel XIV secolo il libro d'ore superò il salterio come veicolo più comune per le miniature di lusso, dimostrando l'ormai affermato predominio della committenza laica su quella religiosa per la miniatura. Dalla fine del Trecento, un certo numero di teste coronate bibliofile iniziò a collezionare lussuosi manoscritti miniati per le loro decorazioni, una moda che si diffuse in tutta Europa dalle corti dei Valois in Francia e Borgogna, nonché a Praga sotto Carlo IV di Lussemburgo e successivamente Venceslao di Lussemburgo. Una generazione dopo, il duca Filippo III di Borgogna era il più importante collezionista di manoscritti miniati e anche molti della sua cerchia lo erano. Fu durante questo periodo che le città fiamminghe raggiunsero Parigi come forza trainante nella miniatura, posizione che mantennero fino al declino del manoscritto miniato all'inizio del XVI secolo.
Il collezionista più famoso di tutti, il principe francese Giovanni di Valois, duca di Berry (1340–1416) possedeva diversi libri d'ore, alcuni dei quali sopravvivono, incluso il più celebre di tutti, il Très riches heures du Duc de Berry. Quest'opera fu iniziata intorno al 1410 dai fratelli Limbourg, sebbene lasciata incompleta, e la sua decorazione continuò per diversi decenni per opera d'altri artisti e committenti. Lo stesso valeva per le Ore di Torino, possedute, tra gli altri, sempre dal duca di Berry.
Entro la metà del XV secolo, un gruppo molto più ampio di nobiltà e ricchi uomini d'affari fu in grado di commissionare libri d'ore altamente decorati, spesso di piccole dimensioni. Con l'avvento della stampa, il mercato si contrasse bruscamente e nel 1500 i libri della migliore qualità furono nuovamente prodotti solo per collezionisti reali o molto grandiosi. Uno degli ultimi grandi libri d'ore miniati furono le c.d. Ore Farnese del cardinale romano Alessandro Farnese il Giovane, realizzato nel 1546 da Giulio Clovio, l'ultimo grande miniatore di manoscritti.

## Galleria d'immagini

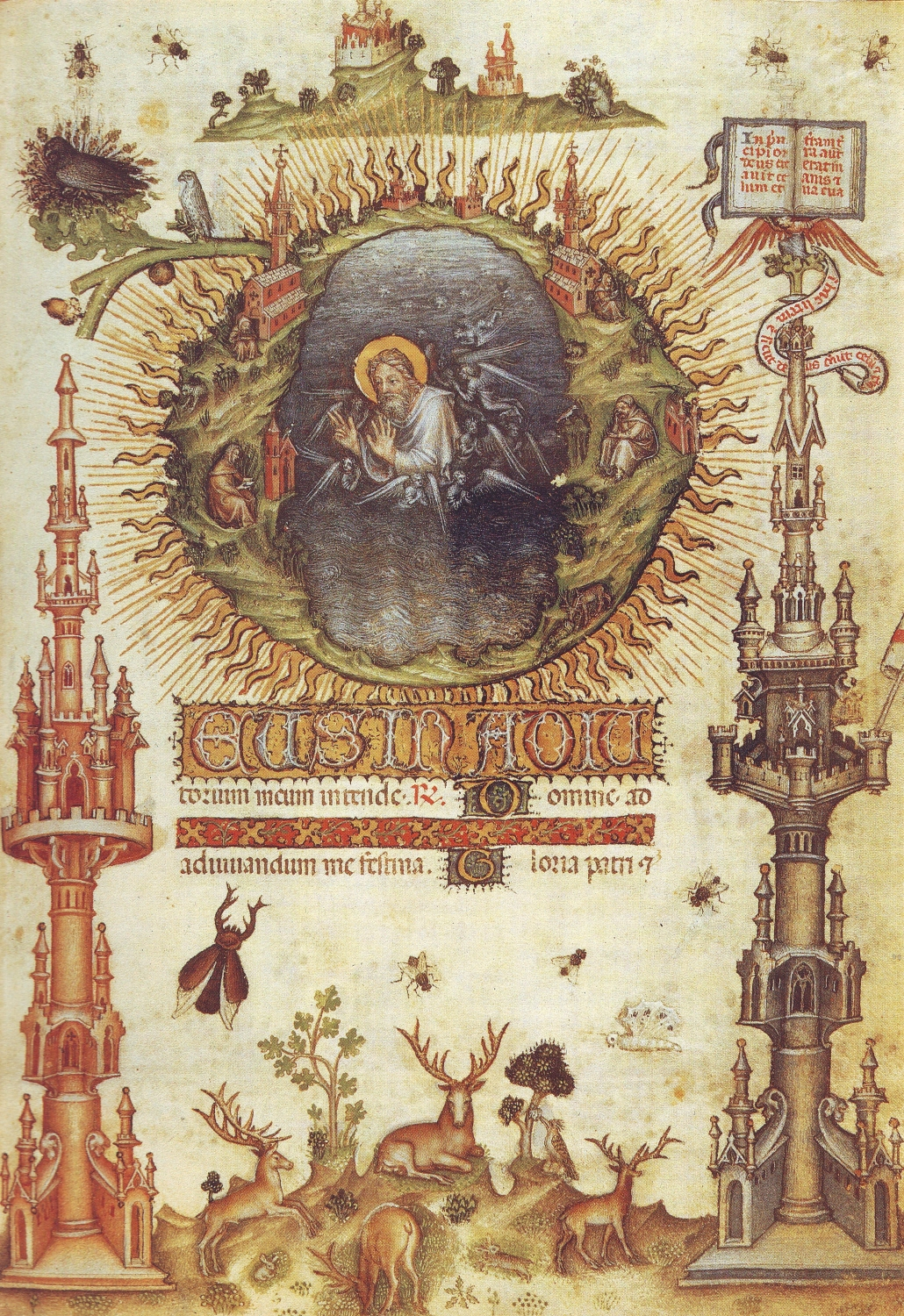
Le Ore viscontee.
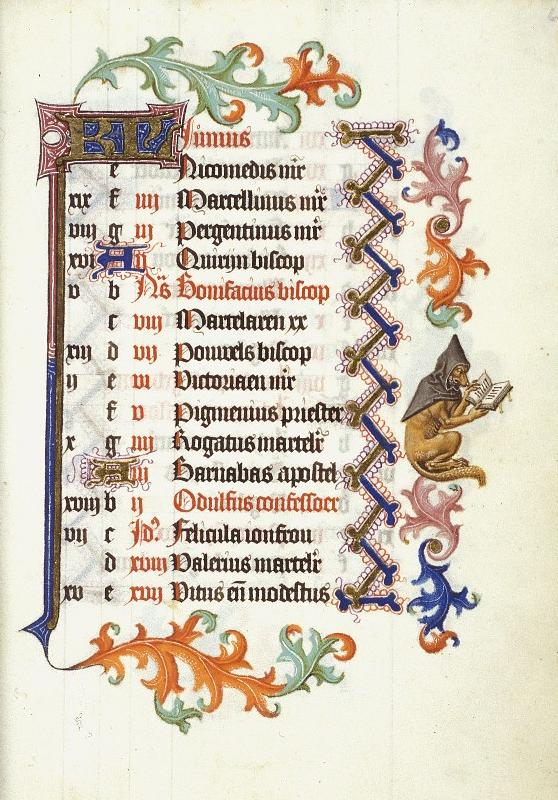
Libro d'ore di Caterina di Cleves (dettaglio): calendario dal 1 al 15 giugno.
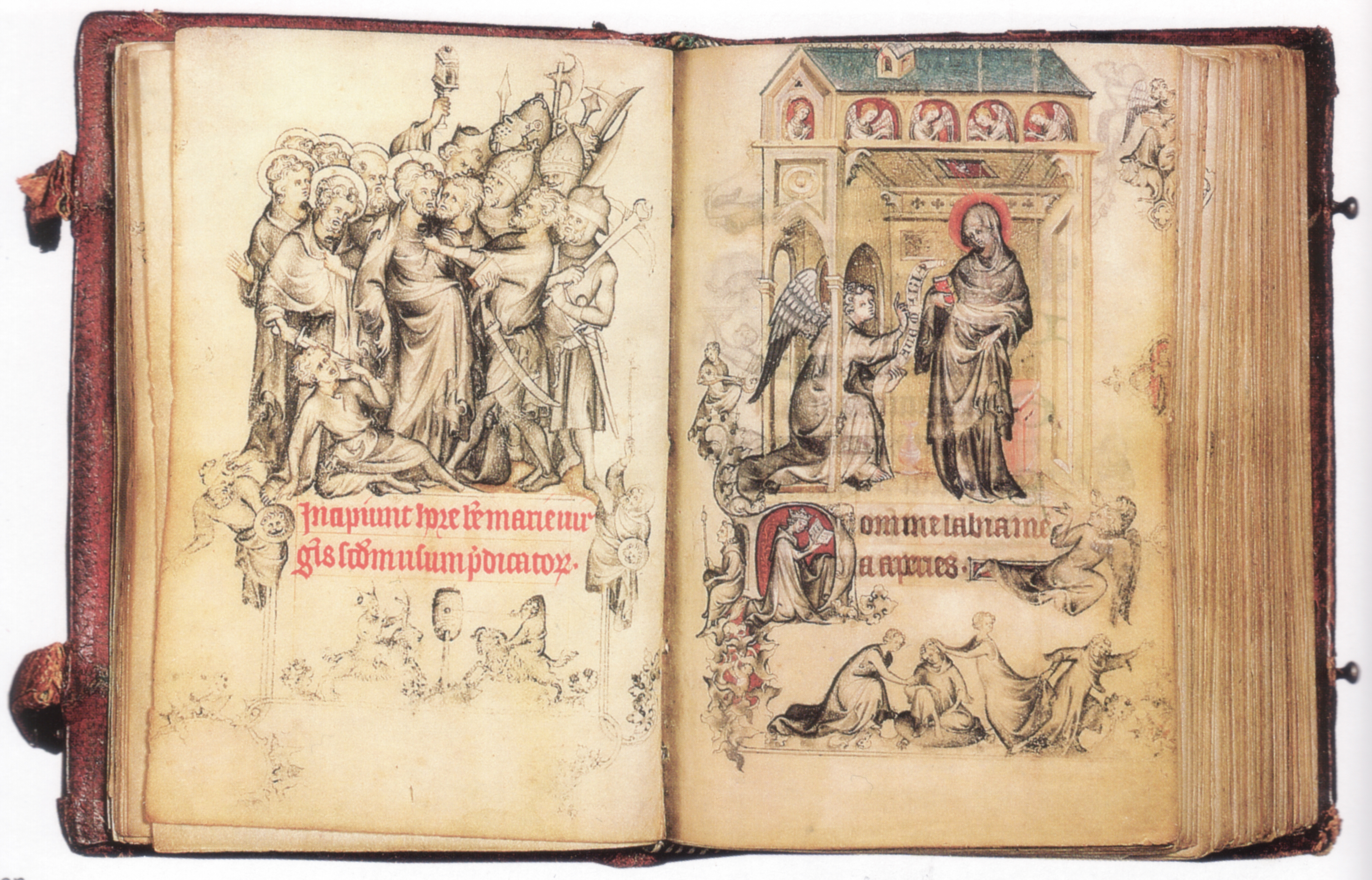
Libro d'ore di Jeanne d'Evreux (dettaglio): Arresto di Gesù e Annunciazione.
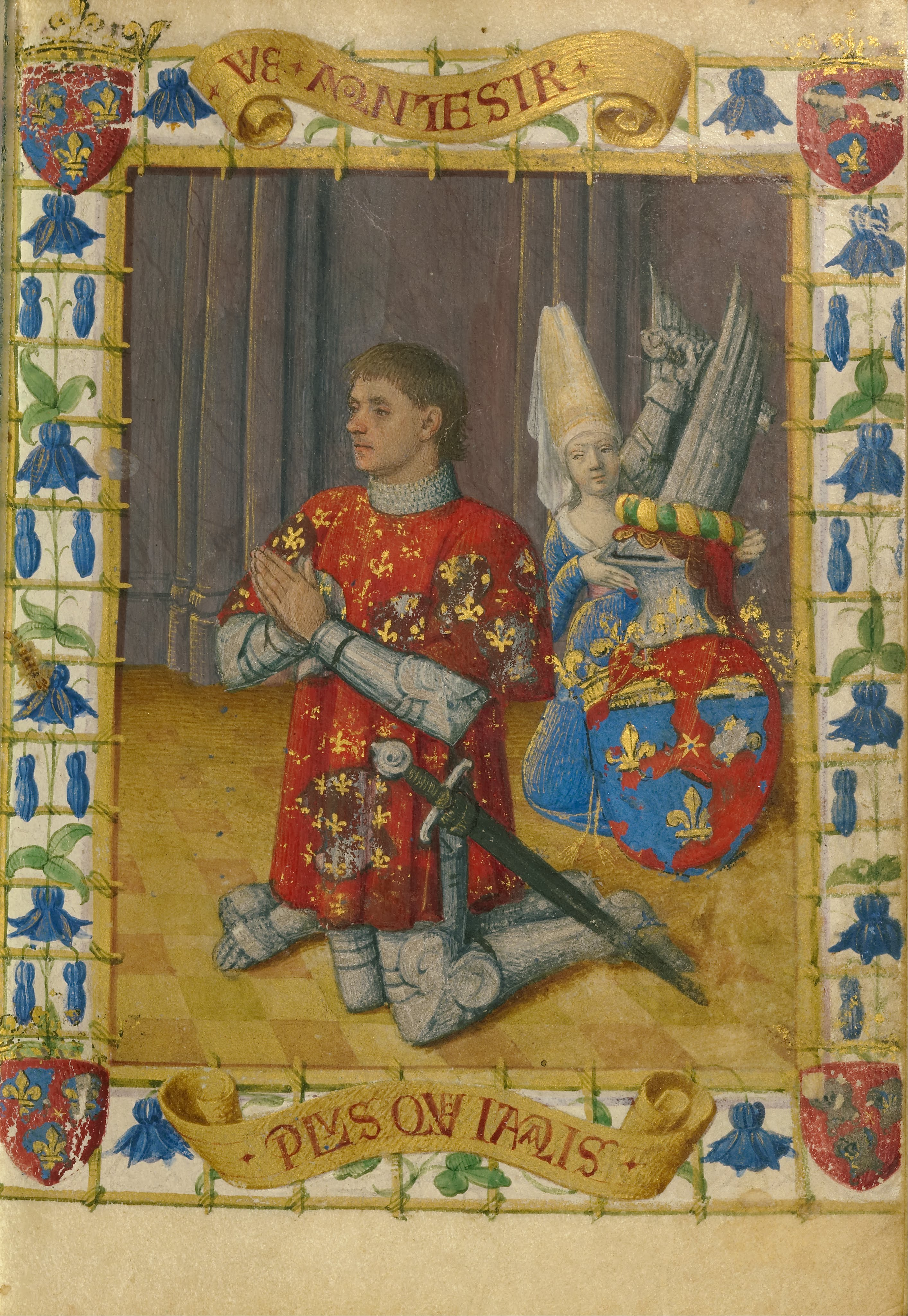
Libro d'ore di Simone de Varie (dettaglio): ritratto del proprietario e della moglie.
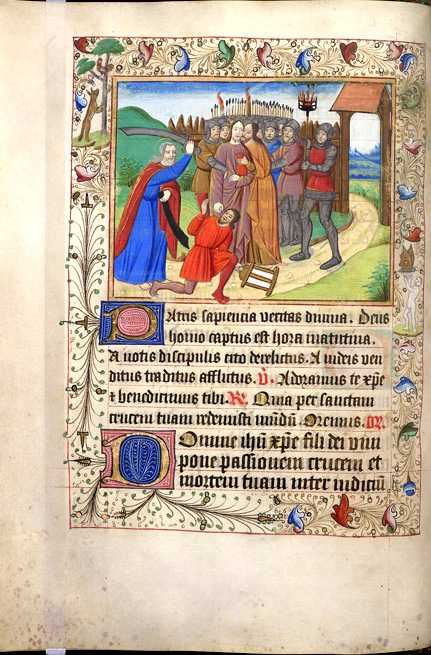
Libro d'ore della British Library (dettaglio): Arresto di Gesù.
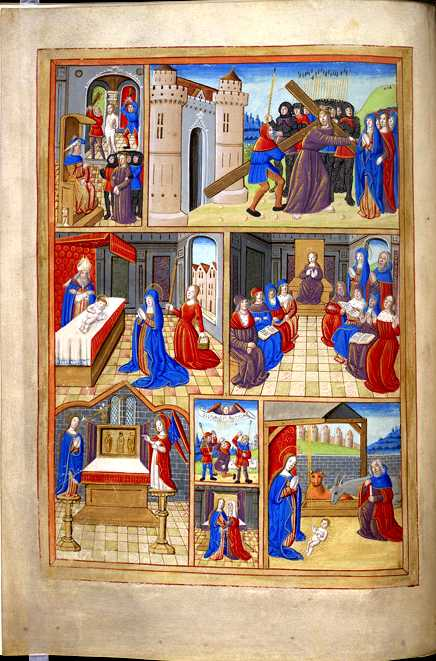
Idem (dettaglio): Scene della Vita di Cristo e della Vita della Vergine nello stesso libro.
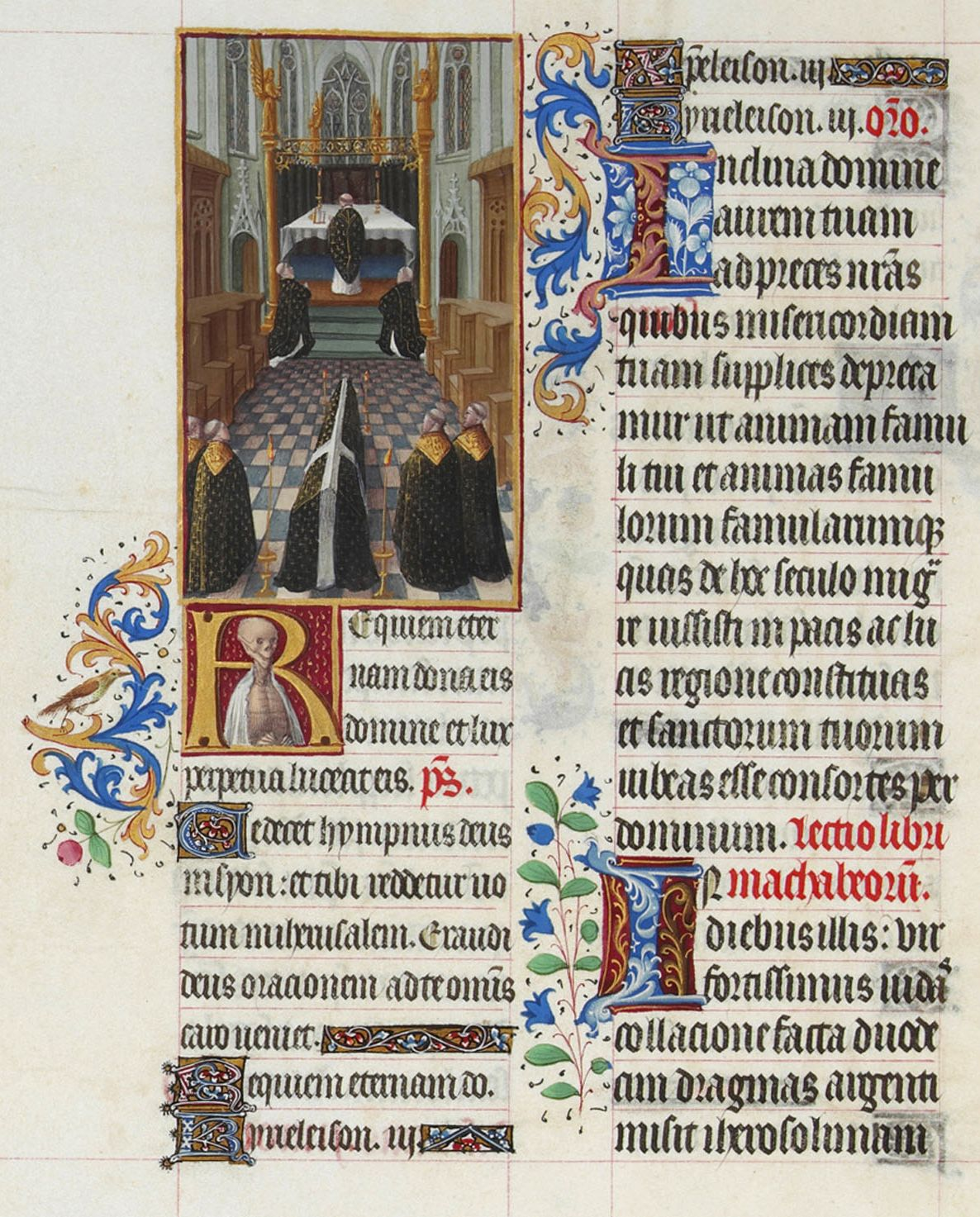
Les Très Riches Heures du duca di Berry (dettaglio): un funerale.
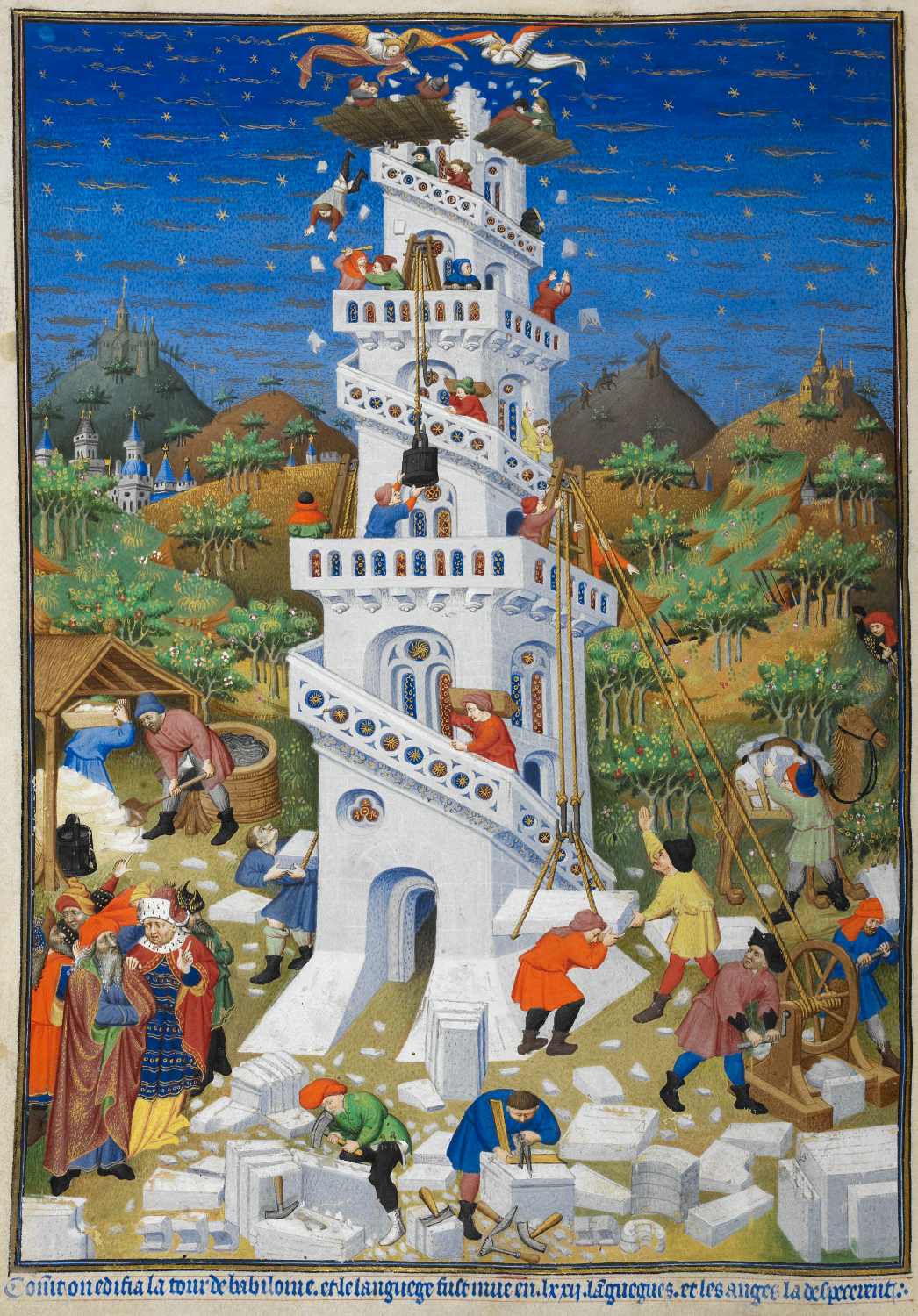
Libro d'ore di Bedford (dettaglio): la costruzione della Torre di Babele.
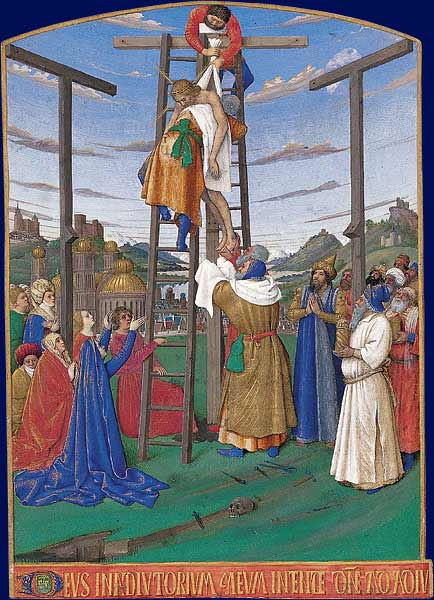
Libro d'ore di Etienne Chevalier (dettaglio): Deposizione di Jean Fouquet.
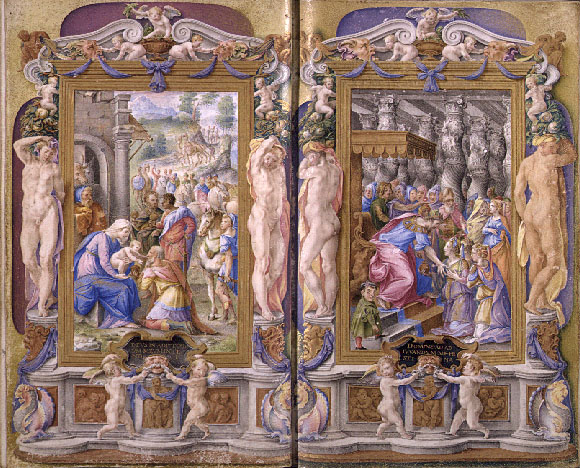
Ore Farnese (dettaglio): Adorazione dei Magi e Salomone e la regina di Saba.
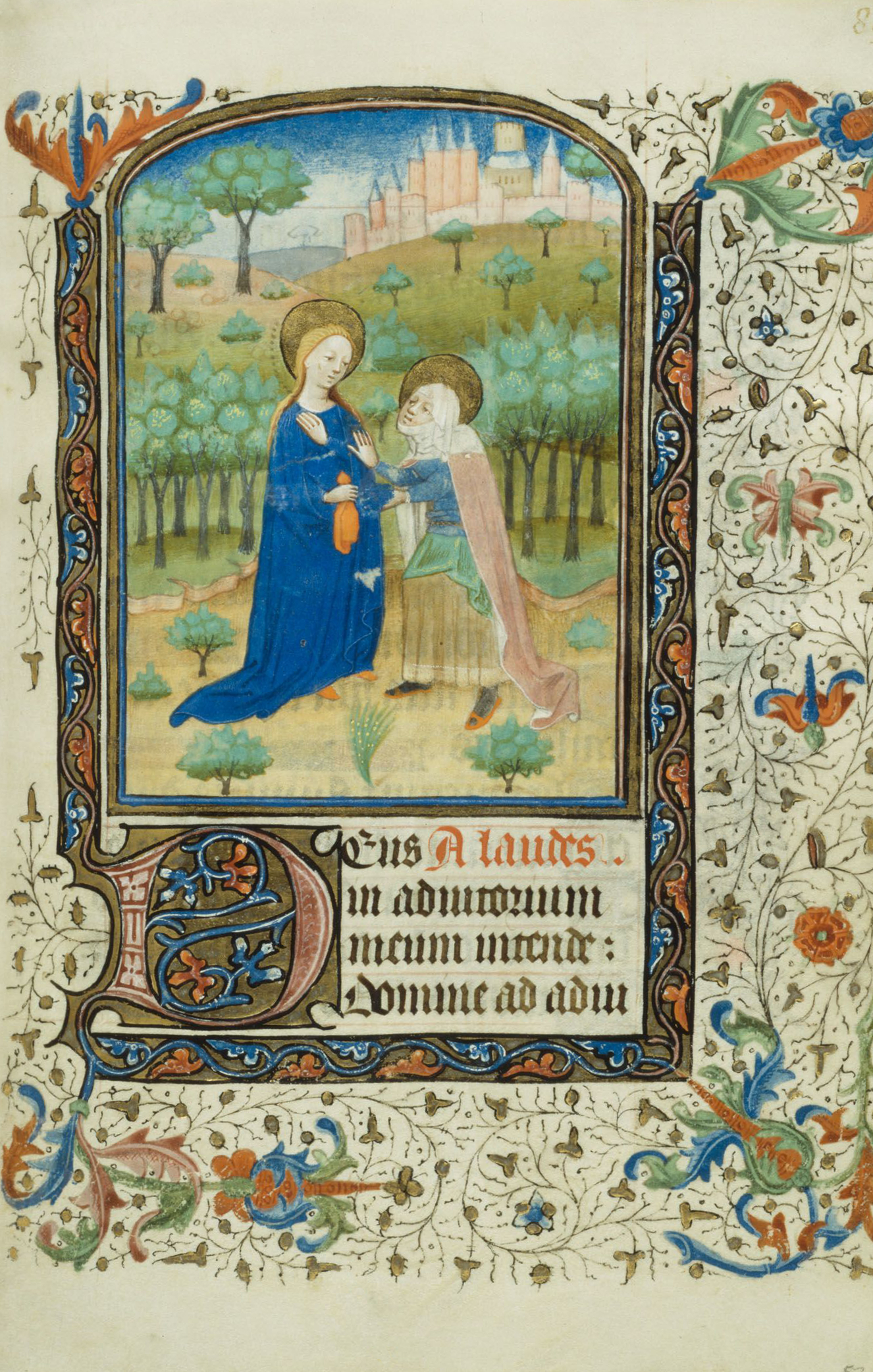
La Visitazione.
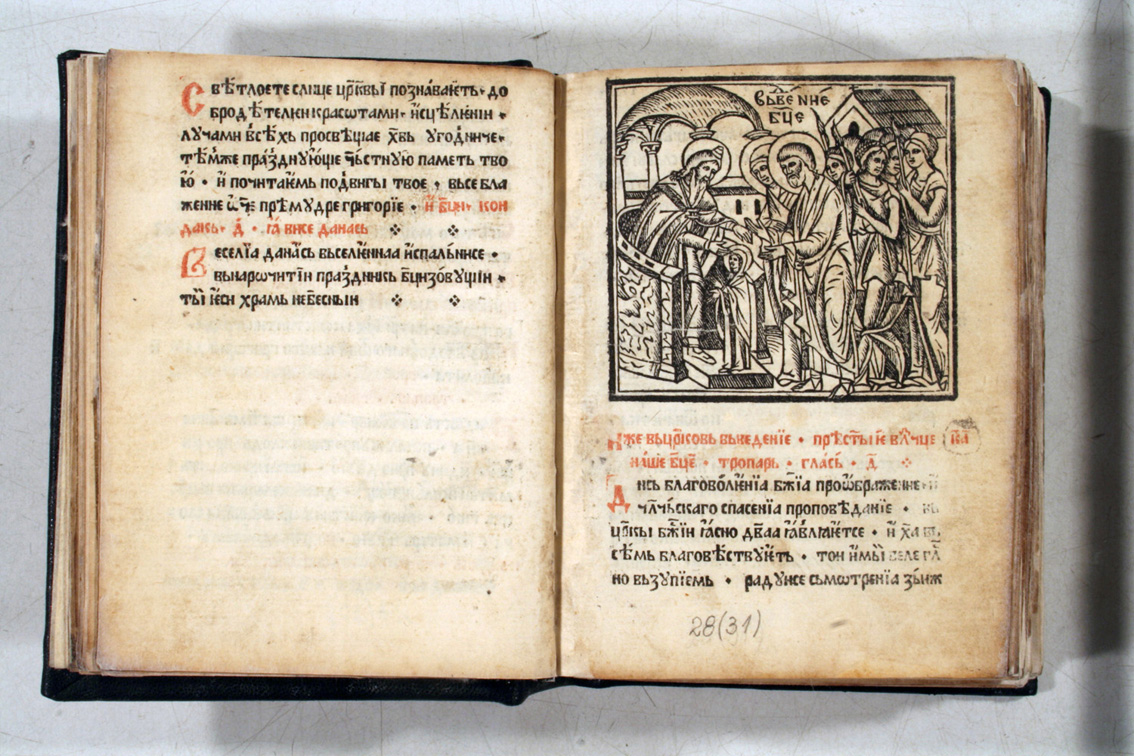
Libro d'ore bulgaro stampato, 1566.
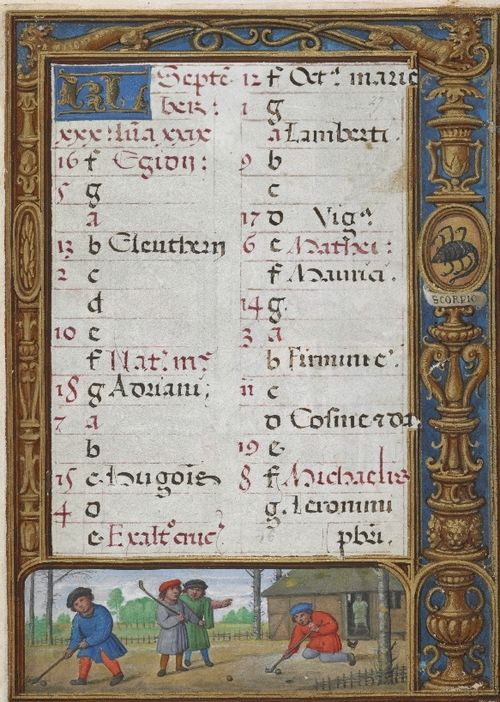
Il Libro Golf (c. 1540) di Simon Bening nella British Library.
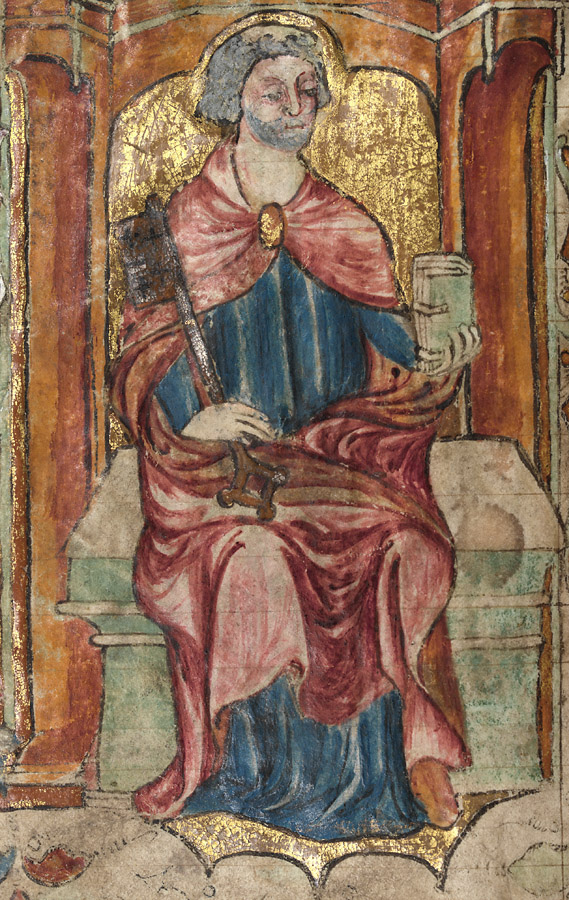
Libro d'ore Llanbeblig (dettaglio): San Pietro.
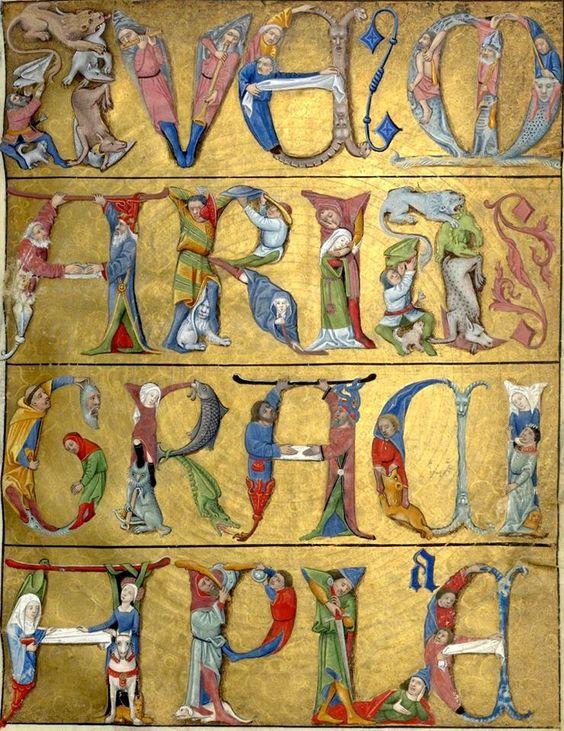
Libro d'ore di Charles d'Angoulême (dettaglio): prime lettere dell'Ave Maria.
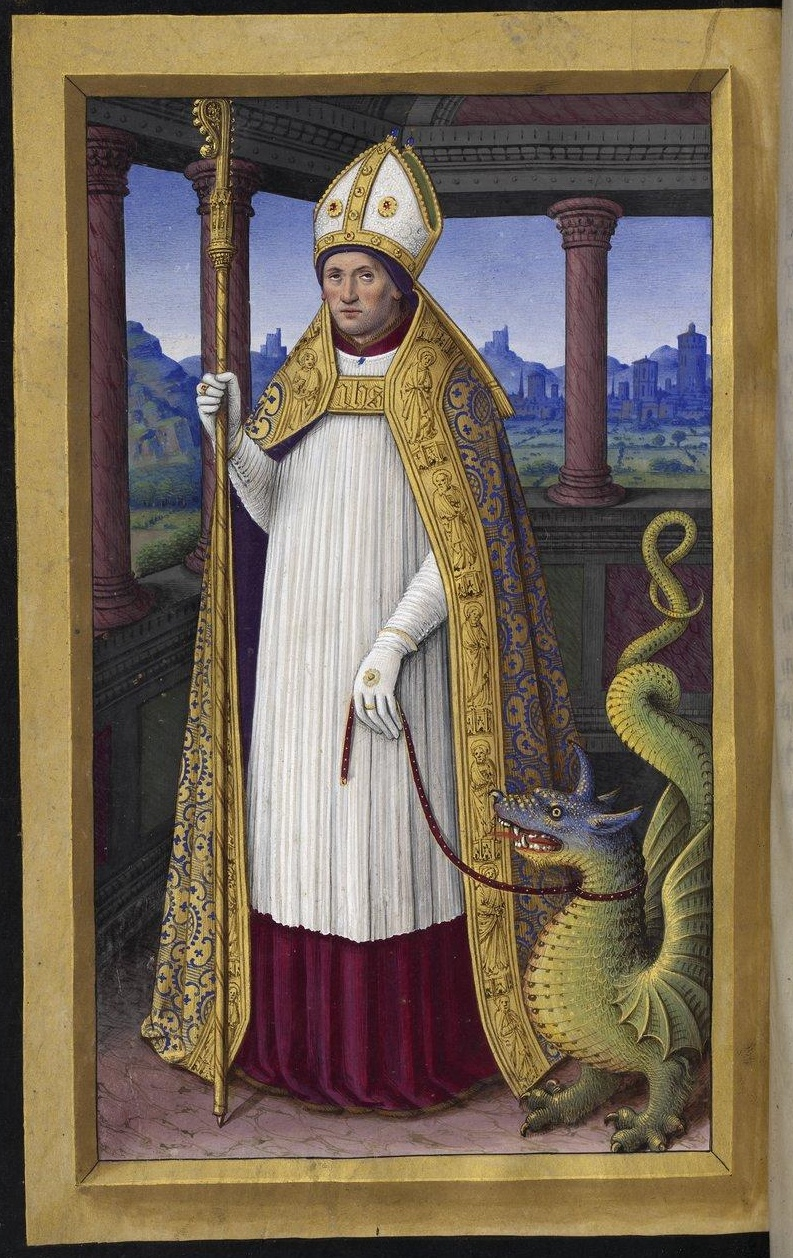
Libro d'ore di Anna di Bretagna di Jean Bourdichon (dettaglio): San Lifard con un drago.

## Esemplari selezionati

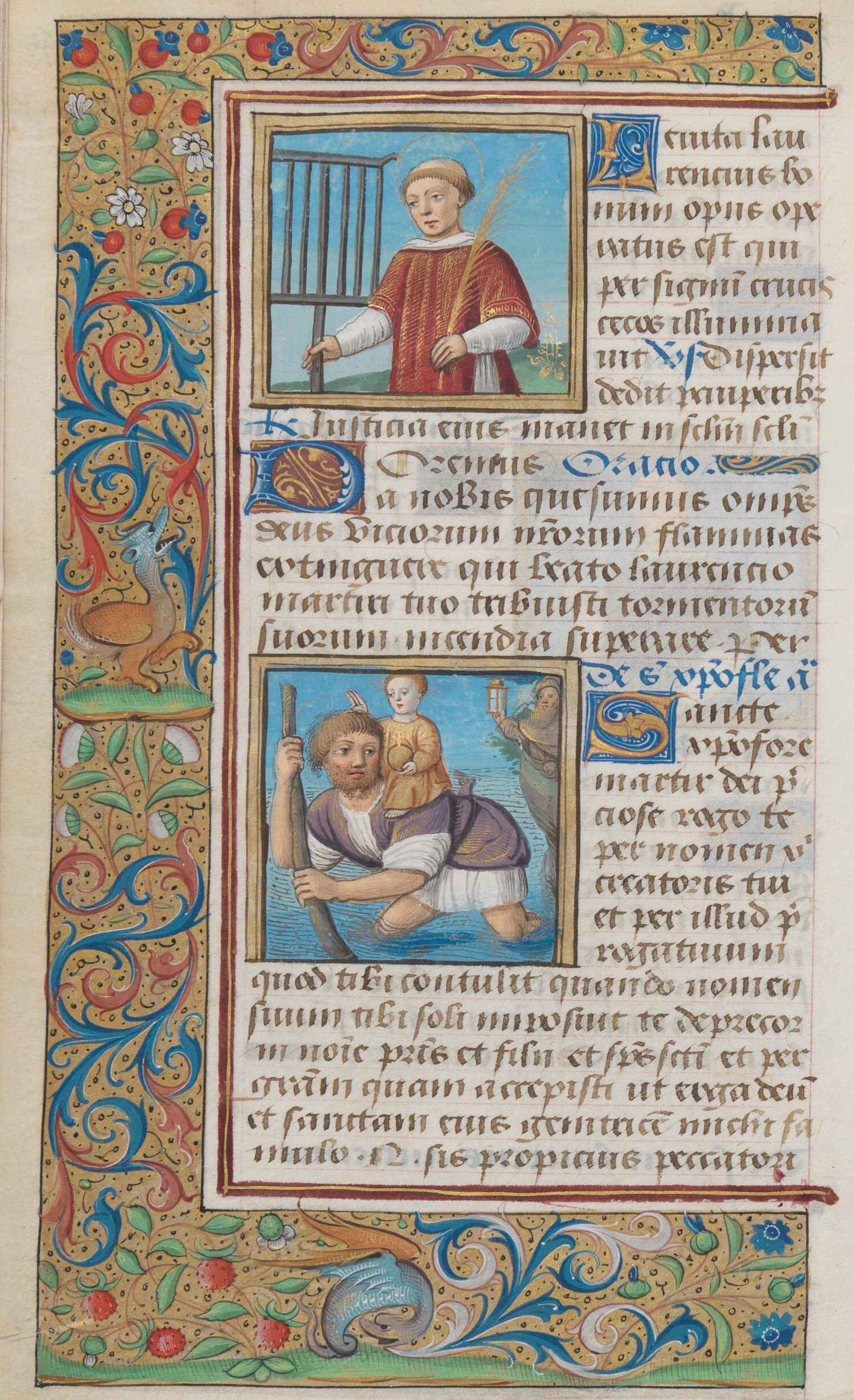
Esempio di libro d'ore franco-latino. Le miniature hanno scopi didattici. Estratto dal Libro d'Ore di Alexandre Petau. Realizzata nel XVI secolo, Rouen.

### In Europa
- Book of Hours, ' The De Brailes Hours ' (precedentemente noto come ' The Dyson Perrins Hours '), 1240, British Library, Add. Archiviato il 21 gennaio 2022 in Internet Archive. MS 49999 Archiviato il 21 gennaio 2022 in Internet Archive.
- Howard Salterio e Ore, 1310–1320, British Library, MS Arundel 83, pt 1
- Ore Sforza : Londra, British Library, Add. Sig.ra 34294
- Ore di Bedford : Londra, British Library, Add. Signora 18850
- Très riches heures du Duc de Berry, 1411-1416 circa, Musée Condé, Chantilly (Francia), Ms. 65
- Ore di Torino, Museo civico d'arte antica di Torino, Ms. Inv. 47
- Tres belles heures du Duc de Berry : Bruxelles, Biblioteca reale del Belgio, 11060-11061
- Petites heures du Duc de Berry : Parigi, Biblioteca reale, lat. 18014
- Les très belles heures de Notre-Dame du Duc de Berry : Parigi, Biblioteca nazionale di Francia, nouv. acc. lat. 3093
- Ore di Gian Galeazzo Visconti, Biblioteca Nazionale Centrale di Firenze.
- Ore di Rohan, 1430, BnF
- Ore di Filippo il Temerario, Cambridge, Fitzwilliam Museum
- Orario di Taymouth
- Libro d'Ore di Étienne Chevalier, 1450, fogli in diverse biblioteche
- Ore nere di Galeazzo Maria Sforza, c. 1460, Biblioteca nazionale austriaca a Vienna
- Grandes Heures di Anna di Bretagna, BnF
- Ore di Giacomo IV di Scozia, c. 1503, Biblioteca nazionale austriaca
- Primer di Claude di Francia, 1505, Cambridge, Fitzwilliam Museum, Ms. 294 - semplificato per una giovane principessa
- Libro d'Ore (Milano, Biblioteca Trivulziana, Cod. 470)
- Ore di Gian Galeazzo Visconti
- Libro delle Ore di Llanbeblig, 1390–1400; Biblioteca nazionale del Galles, NLW MS 17520A
- Libro d'ore di Federico d'Aragona
- Ravenelle Hours, tipico rappresentante dei libri d'ore parigini.
- Il libro d'ore Cogden francese, Collezioni speciali dell'Università di Bristol.

### Negli Stati Uniti
- Belles Heures di Jean de France, Duc de Berry, miniature dei "Fratelli Limburg": New York, The Metropolitan Museum of Art, The Cloisters
- Black Hours, MS M.493, New York, The Morgan Library & Museum
- Libro d'ore di Caterina di Cleves, XV secolo (proprietà di 'Katharina van Kleef'): New York, The Morgan Library & Museum
- Libro delle ore di Giovanna d'Évreux, 1325-1328: New York, The Metropolitan Museum of Art, The Cloisters
- Libro d'ore di Enrico VIII, con miniature di Jean Poyer : New York, The Morgan Library & Museum
- Ore Farnese, 1546, miniato da Giulio Clovio, Morgan Library & Museum a New York

### In Australia
- Libro d'ore Rothschild, c. 1500–1520, Biblioteca nazionale australiana, proprietà privata (Kerry Stokes).

### Esplicative
1. ↑  Il termine di lingua inglese primer è solitamente riservato ai libri d'ore scritti in inglese.

### Bibliografiche
1. ↑  Plummer 1966, tav. 1-2.
2. ↑  (EN) Lyons M, Books: A Living History, Los Angeles, J. Paul Getty Museum, 2011,  p. 46, ISBN 978-1-60606-083-4.
3. ↑   Hore de Cruce, su chd.dk, Danish Royal Library. URL consultato il 21 gennaio 2022 (archiviato dall'url originale il 24 dicembre 2008).
4. 1 2  (NL) Middelnederlands getijdenboek, su lib.ugent.be. URL consultato il 27 agosto 2020.
5. 1 2 3  Duffy 2006.
6. 1 2 3  Harthan 1977.
7. ↑  (EN) Warwick H, The Fine Art of Illumination, Heritage Collection, Nelson Meers Foundation, State Library of New South Wales, 2003.
8. ↑  Webb-Albers 2001, p. 354.
9. 1 2  Treccani.
10. ↑  (FR) Renouvier J, Des gravures en bois dans les livres d'Anthoine Verard, 1485-1512, Parigi, 1859.
11. ↑  (EN) Krek M, The Enigma of the First Arabic Book Printed from Movable Type, in Journal of Near Eastern Studies, vol. 38,  pp. 203-212, DOI:10.1086/372742.
12. ↑  Thomas 1979, pp. 8-9.
13. ↑  (NL) Getijdenboek van Alexandre Petau, su lib.ugent.be. URL consultato il 27 agosto 2020.